# Wizakia
Wizakia (gr. Βυζακιά) – wieś w Republice Cypryjskiej, w dystrykcie Nikozja. W 2011 roku liczyła 347 mieszkańców.